# Rosa Bonheur
Marie Rosalie Bonheur (Bordeaux, 16 maart 1822 – Thomery, 25 mei 1899) was een Franse schilderes en beeldhouwster, vooral bekend om haar gedetailleerde schilderijen van dieren. Haar werk werd wereldwijd geroemd vanwege de precisie waarmee ze dieren en landschappen verbeeldde.

## Levensloop

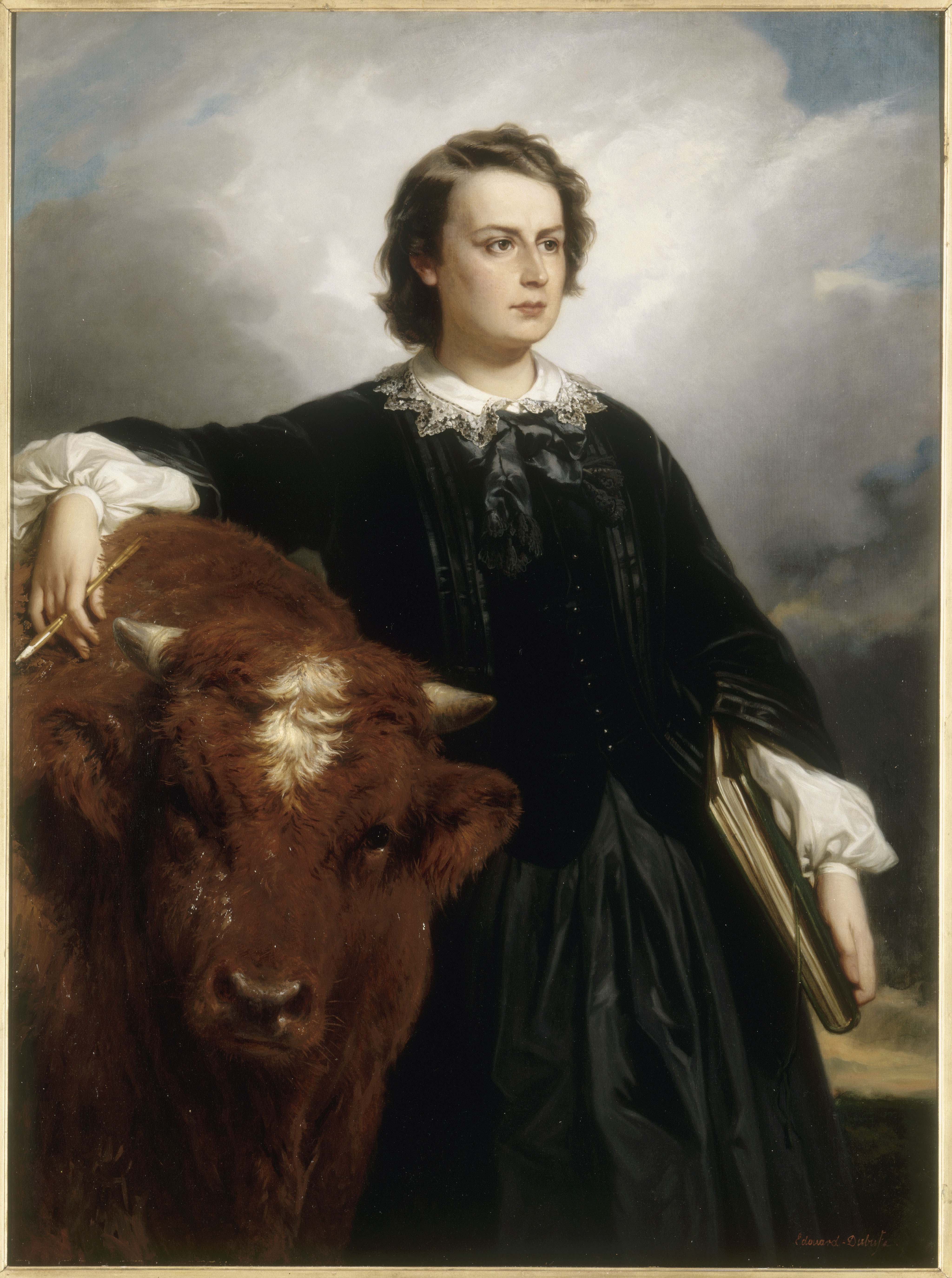
Portret van Rosa Bonheur door Édouard Louis Dubufe (1857), Versailles

### Jeugd
Bonheur werd geboren in een artistieke familie. Haar vader, Raymond Bonheur, was schilder en gaf haar de eerste tekenlessen. Na de verhuizing van het gezin naar Parijs in 1828, bestudeerde Bonheur de werken van meesters zoals Peter Paul Rubens en Nicolas Poussin in het Louvre. Haar interesse in dieren bracht haar vaak naar markten en slachthuizen om hun anatomie te observeren.

### Carrière

#### Doorbraak en faam
Haar eerste grote succes kwam met Ploegen in de Nivernais, dat werd bekroond op de Parijse Salon van 1849. Dit schilderij, in opdracht van de Franse staat, toont een nauwkeurige weergave van ossen die een veld ploegen. Kort daarna verkreeg ze internationale bekendheid met het monumentale werk De Paardenmarkt (1855). Dit schilderij, met een breedte van meer dan vijf meter, toont de paardenmarkt op de Boulevard de l’Hôpital in Parijs en wordt beschouwd als een meesterwerk van de dierenschilderkunst.
Bonheur’s werk werd ook geliefd in de Verenigde Staten, waar het op objecten zoals theekopjes werd afgebeeld. In 1859 werd zij door keizerin Eugénie benoemd tot Officier in het Legioen van Eer, als eerste vrouwelijke kunstenaar die deze eer ontving.

#### Landgoed en dierentuin
Met de inkomsten van haar schilderijen verwierf Bonheur het Kasteel van By in Thomery, nabij het bos van Fontainebleau. Hier richtte ze een landgoed in dat onderdak bood aan meer dan 200 dieren, waaronder paarden, koeien en zelfs een leeuwin genaamd Fatma. Deze dieren dienden als modellen voor haar kunstwerken.

### Privéleven
Bonheur leefde samen met haar jeugdvriendin Nathalie Micas. Na het overlijden van Micas in 1889 woonde ze samen met de Amerikaanse schilderes Anna Klumpke. Bonheur was bekend om haar androgyne levensstijl en droeg vaak mannenkleding, waarvoor ze een officiële vergunning had om makkelijker toegang te krijgen tot slachthuizen en markten voor haar dierstudies. Haar relatie met Klumpke leidde tot juridische conflicten over haar nalatenschap, wat zorgde voor wijzigingen in het Franse erfrecht.

## Werken

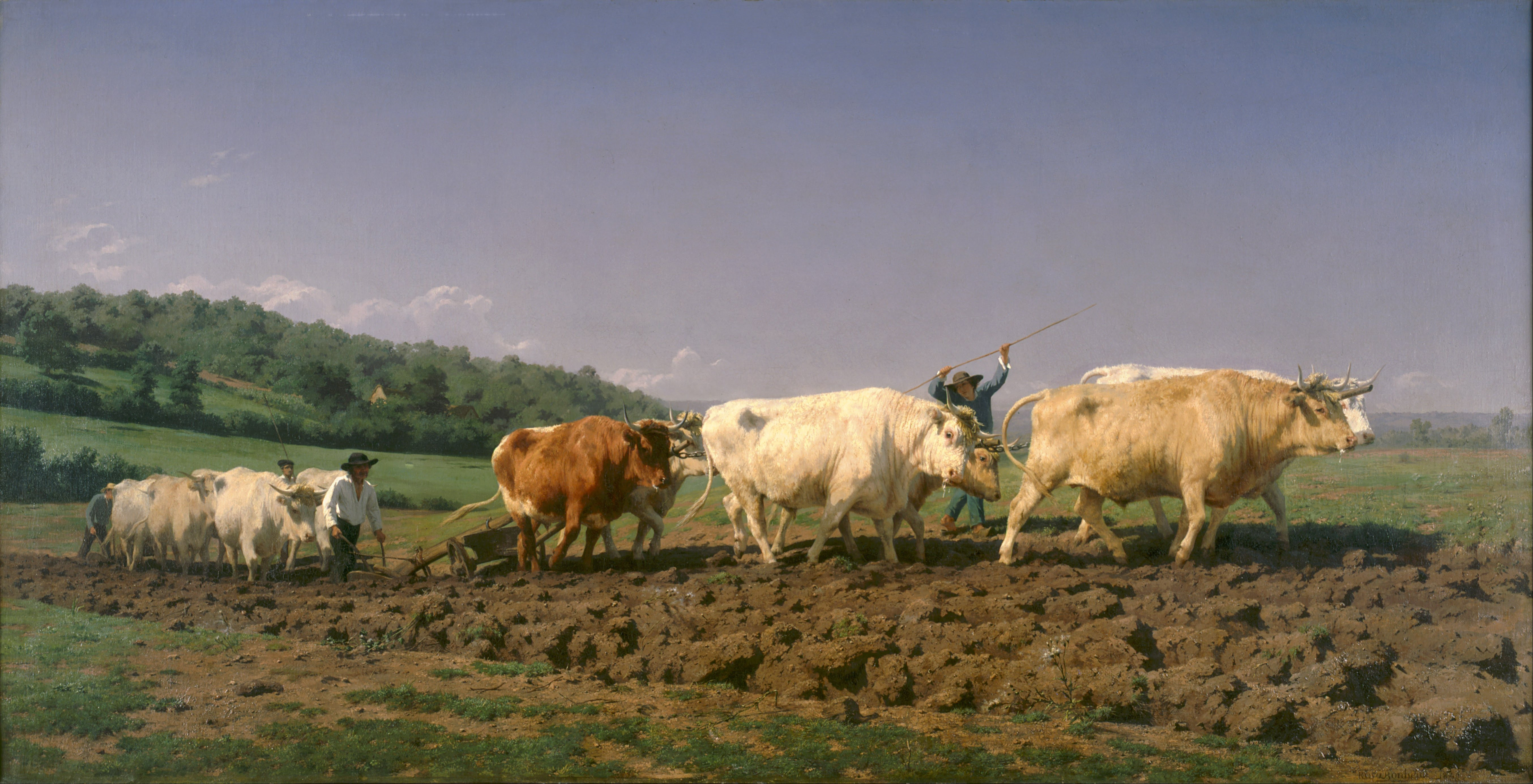
Ploegen in de Nivernais (1849), Musée d'Orsay, Parijs
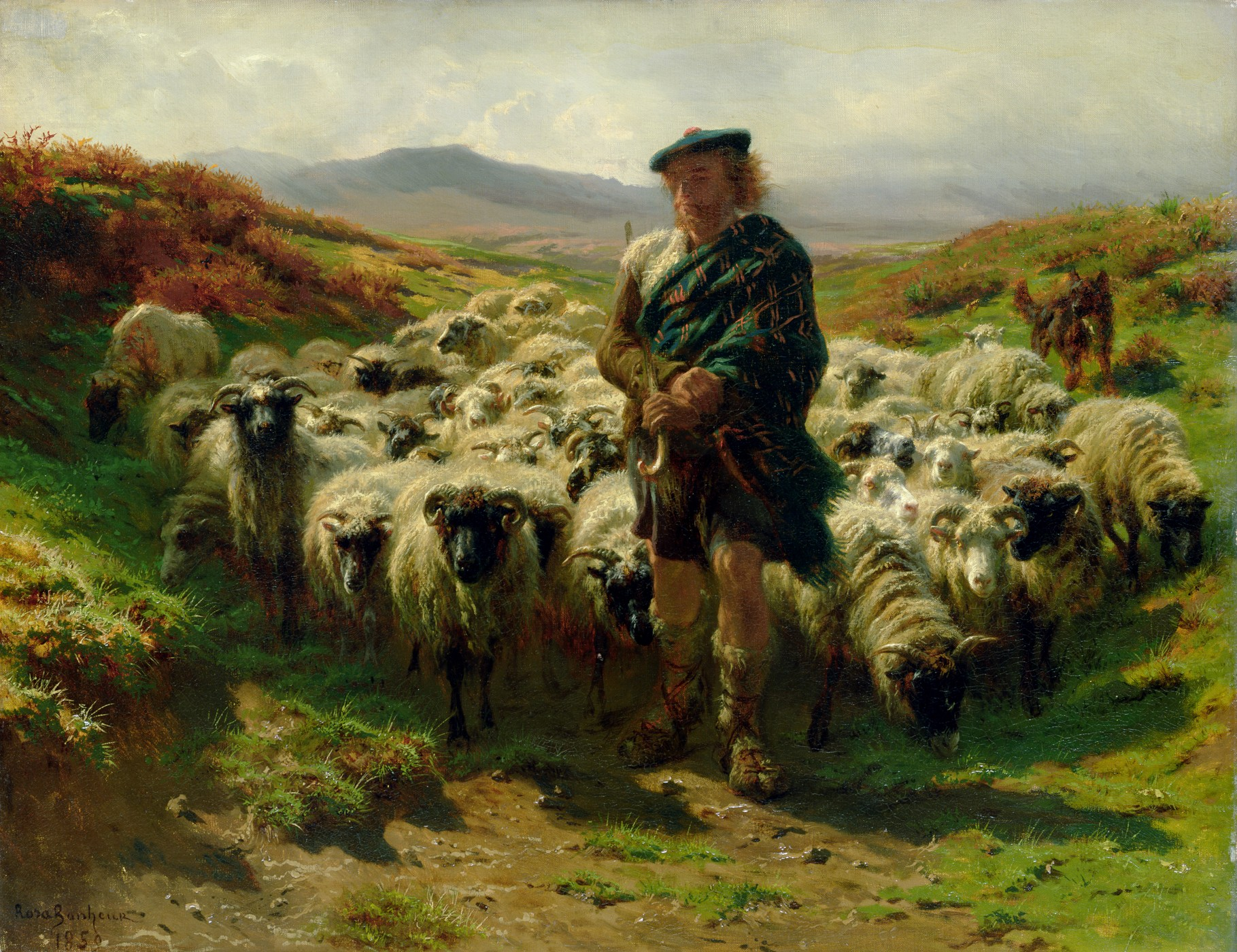
The Highland Shepherd (1859), Hamburger Kunsthalle
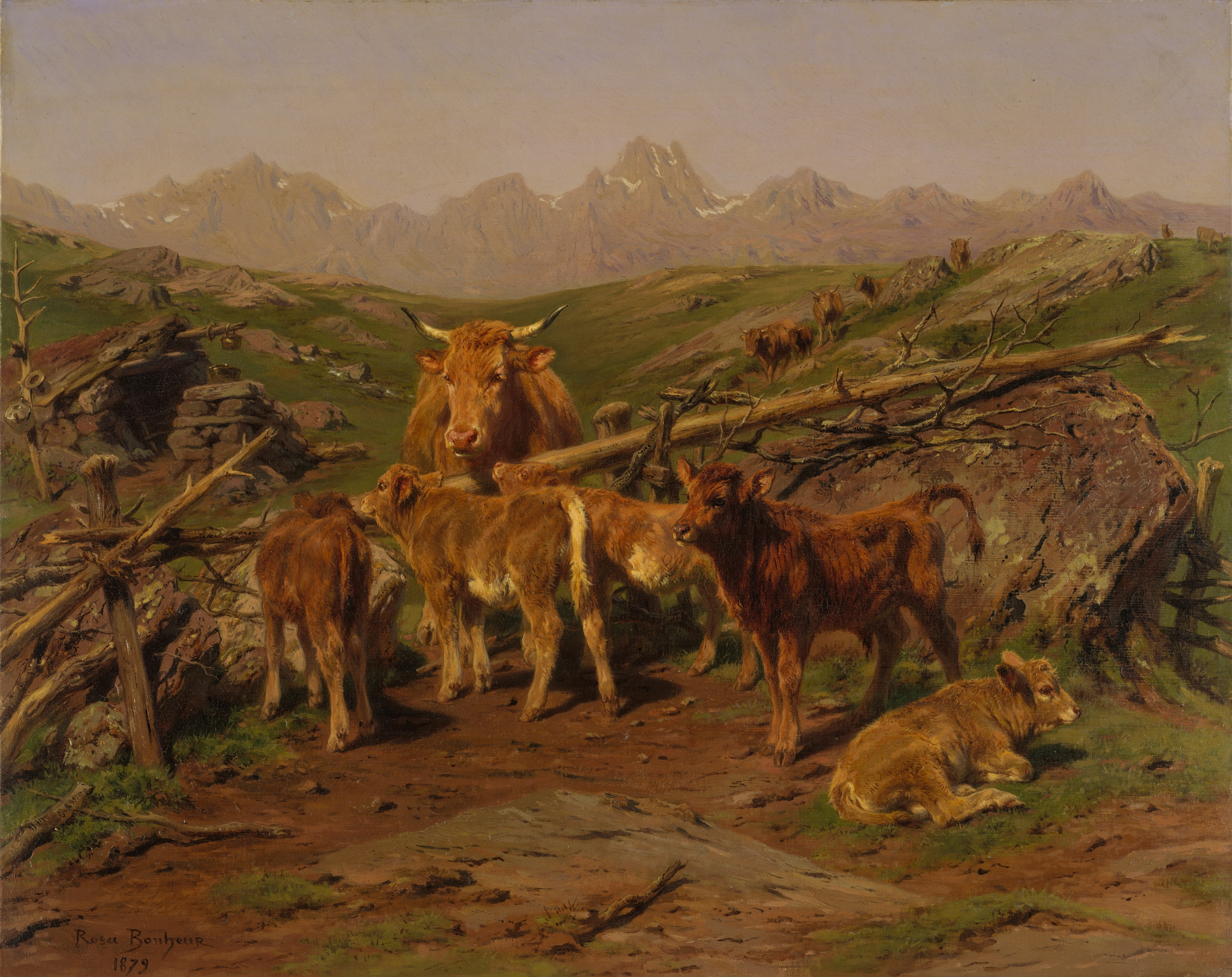
Weaning the Calves (1879), Metropolitan Museum, New York
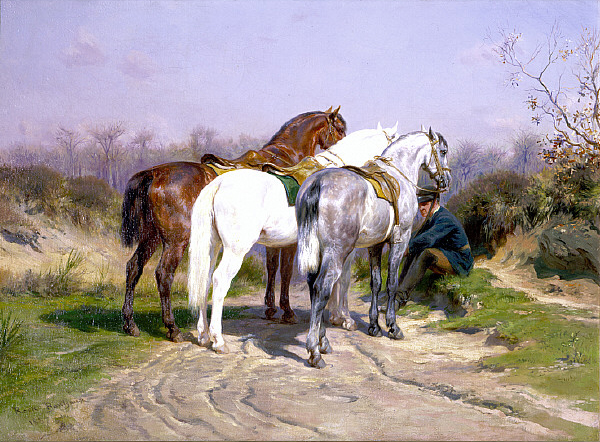
Relay Hunting (1887), Saint Louis Art Museum

## Trivia
- In 1994 werd een inslagkrater op de planeet Venus naar haar vernoemd.[8]